# Домаћица
Под термином домаћица се подразумева (обично удата) особа женског пола која није у радном односу (и не бави се пољопривредом), већ обавља «женске» послове по кући. 

## Задаци домаћице
Од домаћице се очекује да обавља следеће послове:
- набавка хране и кућних потрепштина
- кување
- ложење ватре
- чишћење и спремање
- прање и пеглање
- кројење и шивење (пожељно)
- васпитавање деце тј. својој деци добра мајка
- супругу да буде добра супруга
- брига о буџету домаћинства...

## Домаћица као професија
Постоји занимање домаћица. У објектима као што су хотели, летовалишта и сл. Домаћица организује и надзире персонал као што су чистачице и спремачице и води рачуна о објекту «као о својој кући».
Чест је случај код старијих и имућних нежења да имају домаћицу која води рачуна о неким од горенаведених послова.

## Домаћица на зиду
Комад белог везеног платна које се ставља изнад шпорета да маст не испрска зид се такође назива домаћица. На домаћицама је обично био приказан неки породични догађај и увек је била порука. И слика и вез су били доста наивно нацртани. Поруке су биле врло симпатичне. Види Домаћица (вез)

## Домаћица и право
У праву/економији у Србији постоји термин који се често појављује у уговорима –«Домаћинско пословање» или «Добар домаћин». На тај начин се са неколико речи каже да онај ко води фирму, склапа уговоре, одржава нпр. возни парк треба да води рачуна као о свом домаћинству а не да се фирма или опрема раубује.

## Домаћица и кућаница
Постоји сличност и разлика, преплитање, између српског и хрватског језика када је домаћица у питању. Пример је дат на две реченице са истим значењем:
- Домаћица живи у кући. (српски)
- Кућаница живи у дому. (хрватски)

## Домаћица као маркетиншки циљ
Чињеница је да домаћице троше замашне своте новца купујући све што је за кућу потребно. Због тога су оне важан маркетиншки циљ компанија које производе храну, средства за чишћење, хигијену, белу технику, одећу и обућу, постељину и друго ...

## Домаћин
У Србији реч домаћин има посебну тежину. Под тим термином, а нарочито у златиборском крају, са подразумева мудар, одлучан, вредан, имућан мушкарац. Он води рачуна о приходима, летини, стоци и осталим битним елементима економије домаћинства. Домаћин у кафану иде ради посла а сваки потез му је у функцији добробита домаћинства које води.

## Галерија
- Ручна машина за прање веша коју су некада домаћице користиле
- Шпорет на ложење за припремање хране